# Consuelo Velázquez
Consuelo Velázquez Torres, née le 21 août 1916 à Ciudad Guzmán et morte le 22 janvier 2005 à Mexico, est une pianiste et compositrice mexicaine. 
Bien que Bésame mucho soit sa chanson la plus célèbre et l'une des chansons en prose mexicaines parmi les plus diffusées dans le monde entier, quelle que soit la langue (elle a été traduite dans plus de vingt langues), Consuelo Velázquez a laissé à la postérité d'autres pièces de boléro comme Amar y vivir, Verdad amarga et Que seas feliz.

## Biographie
Consuelo est la plus jeune des cinq filles du poète et militaire Issac Velázquez Del Valle et de son épouse, María de Jesús Torres Ortiz.
Sa famille s'installe à Guadalajara, capitale de l'État de Jalisco, quand elle a quatre ans. À cette époque, on décèle chez elle une bonne oreille et de grandes aptitudes pour la musique, si bien qu'à six ans elle commence à étudier musique et piano à l'académie Serratos de Guadalajara.
Après neuf ans d'études, elle déménage à Mexico et obtient son diplôme de pianiste concertiste et maître de musique. Elle donne son concert de fin d'études au Palacio de Bellas Artes et, peu après, commence sa carrière de compositrice. Comme concertiste, elle est soliste à l'Orchestre symphonique national du Mexique et à la Philharmonique de l'Universidad Nacional Autóma de México, ce qui en fait une musicienne honorable, mais elle est beaucoup plus connue pour ses compositions.
Ses premières, No me pidas nunca, Pasional et Déjame quererte, sont de nature sentimentale. Viennent ensuite, entre autres, des chansons comme Bésame mucho, Amar y vivir, Verdad Amarga, Franqueza, Chiqui, Cachito, Que seas feliz (reprise par Luis Miguel dans son album México en la piel), Enamorada, Orgullosa y bonita, Yo no fui (chanson dansante popularisée au début par Pedro Infante et plus récemment par Pedro Fernández).
Consuelo Velázquez fait plusieurs apparitions cinématographiques remarquées, en 1938 dans le film argentin Noches de carnaval, du cinéaste Julio Saraceni, ou encore les films du réalisateur mexicain Julián Soler : Se le pasó la mano (1952) et Mis padres se divorcian (1959). En plus du documentaire éponyme sur sa vie, Consuelo Velázquez (1992), elle est également liée au cinéma comme compositrice de divers films réalisés au Mexique.
Le 25 octobre 1944, elle épouse Mariano Rivera Conde, directeur artistique et promoteur de compositeurs et interprètes tels que les Mexicains José Alfredo Jiménez et Agustín Lara, ou les Cubains Benny Moré et Dámaso Pérez Prado. 
Consuelo Velázquez a été députée fédérale lors de la cinquantième législature du Mexique, entre 1979 et 1982. 
En 2003, un buste en son honneur a été dévoilé sur la Plaza de los Compositores Mexicanos à Mexico.
Elle meurt le 22 janvier 2005, à l'âge de 88 ans. Elle aura composé des chansons jusqu'à la fin de ses jours.

## Bésame mucho
Le boléro Bésame mucho, qu'elle a composé dans les années 1930, devient rapidement son plus grand titre et sa carte de visite. Enregistré par l'acteur mexicain Emilio Tuero dans un premier temps, il est adapté en anglais en 1944 par le chanteur et pianiste américain Nat King Cole. Dès lors, la chanson sera interprétée par des centaines d'artistes dans le monde entier, qui vont de The Beatles à Cesária Évora, en passant par Sammy Davis, Jr., Plácido Domingo, José Carreras, Frank Sinatra, Lucho Gatica, Xavier Cugat, Dalida ou le chanteur mexicain Luis Miguel, pour boucler la boucle.